# Hot Pants Road Club
Der Hot Pants Road Club ist eine 1992 gegründete österreichische Funk- und Soul-Band.

## Geschichte
Hot Pants Road Club wurde 1987 von den Brüdern Andreas, Christian und Franz Roitinger sowie Thomas Wimmer aus Weibern gegründet. Nach einer Experimentierphase mit Andreas Roitinger und Peter Mayr als Sänger der Band etablierte sich unter dem neuen Management von Peter Mayr in einer zweiten Gründungsphase ein 11-köpfiges Funk- und Soul-Orchester mit Andie Gabauer und Diana Jirkuff als Leadsänger. Es folgten Tourneen, die Produktion der ersten CD Lifetime mit dem Posaunisten Fred Wesley als Gastmusiker, des Weiteren der Ö3-Hit Snatching It Back (1993), ein Sponsor-Deal mit O’Neill Sportswear sowie ein Plattenangebot von Sony Records. 1994 verließ Peter Mayr die Band.
Nach einer Schaffenspause zwischen 2003 und 2005 war die Band 2008 wieder aktiv. Im Oktober und November 2008 tourte Hot Pants Road Club zusammen mit einer 8-köpfigen Verstärkung aus Bläsern unter dem Namen Hot Pants Road Club's Grand Funk Orchestra durch Österreich.
2012 folgte das Album Uh La La, und nach einer Umbesetzung im Jahr 2015 besteht die Band derzeit aus sieben Musikern. Zuletzt veröffentlichte sie 2017 das Album Funk Is Our Mission.

## Diskografie

### Alben
- Lifetime (1993) featuring Fred Wesley
- Live... Is Dis Aw Right Fa Ya? (1996)
- HPRC (1998)
- Hot (2001)
- Especially Tonight Live (2003)
- Saint Here (2007)
- Saint Here & Remixed (2008)
- Grand Funk Orchestra (2009)
- Uh La La (2012)
- Funk Is Our Mission (2017)
- Let´s Raise The Cup for The Hot Pants Road Club (2023)

### Singles
- Gimme Good Lovin‘ (1998)
- Live for the Moment (2002)
- Don´t Call Me In The Morning (2012)
- Boogie Don't Stop the Boogie (2017)
- No War (2022)
- Burning Down The Chrismas Tree (2024)